# USS Antietam (CV-36)
Pour les autres navires du même nom, voir USS Antietam.
L'USS Antietam (CV-36) est un porte-avions de classe Essex de l'United States Navy.
Il fut le premier porte-avions de la classe Essex à recevoir un pont oblique en 1952 et ré-admis en service actif le 21 avril 1957. Le 12 août 1957 il fut le premier porte-avions à utiliser l'ACLS (Automatic Carrier Landing System, soit « système automatique d'appontage ») avec le F3D Skyknight. Ce système d'aide à l'atterrissage tout-temps permettait aux pilotes d'apponter en mode automatique.
Il est utilisé comme porte-avions d’entrainement à partir du 21 avril 1957 jusqu'a son retrait du service le 8 mai 1963.